# Prêmio Direitos Humanos
O Prêmio Direitos Humanos foi instituído em 1995, pelo Governo Federal do Brasil, por intermédio da Secretaria de Direitos Humanos da Presidência da República.

## Finalidade
Todos os anos, no aniversário da Declaração Universal dos Direitos Humanos, promulgada pela ONU em 10 de dezembro de 1948, são contempladas iniciativas de instituições e pessoas físicas que defendam ou promovam causas em benefício dos direitos humanos no país.

## Premiados
Em 2011, a professora Berenice Bento foi premiada na categoria Igualdade de Gênero, sendo representada, na cerimônia, pela ativista Leilane Assunção, que recebeu o prêmio em nome dela, das mãos da presidenta Dilma Rousseff.
Em 2012, foi realizada a 18ª edição do evento, que privilegia 15 categorias:
- Dorothy Stang
- Educação em Direitos Humanos
- Mídia e Direitos Humanos
- Centros de Referência em Direitos Humanos
- Garantia dos Direitos da População em Situação de Rua
- Enfrentamento à Violência
- Enfrentamento à Tortura
- Direito à Memória e à Verdade
- Diversidade Religiosa
- Garantia dos Direitos da População de Lésbicas, Gays, Bissexuais, Travestis e Transexuais - LGBT
- Santa Quitéria do Maranhão
- Erradicação do Trabalho Escravo
- Garantia dos Direitos da Criança e do Adolescente
- Garantia dos Direitos da Pessoa Idosa
- Garantia dos Direitos das Pessoas com Deficiência

## Modificações e extinção
Em maio de 2018, o presidente Michel Temer modificou as condições de concessão do Prêmio de Direitos Humanos, por meio do Decreto n. 9.331, de 5 de ABRIL de 2018, ao estabelecer que a periodicidade da concessão seria bienal.
Em dezembro de 2022, o então presidente  Bolsonaro, substituiu o prêmio pela condecoração honorífica chamada "Ordem do Mérito Princesa Isabel", conforme o Decreto nº 11.277, de 08 de dezembro de 2022.
Porém, essa condecoração não chegou a ser implementada, visto que em março de 2023, ela foi revogada pelo atual presidente Lula da Silva por meio do Decreto n. 11.463, de 31 de março de 2023, o qual criou em seu lugar o Prêmio Luiz Gama de Direitos Humanos.